# Guaduella
Guaduella is een geslacht uit de grassenfamilie (Poaceae). De soorten van dit geslacht komen voor in delen van Afrika.

## Soorten
Van het geslacht zijn de volgende soorten bekend: 
- Guaduella densiflora
- Guaduella dichroa
- Guaduella foliosa
- Guaduella humilis
- Guaduella ledermannii
- Guaduella longifolia
- Guaduella macrostachys
- Guaduella marantifolia
- Guaduella mildbraedii
- Guaduella oblonga
- Guaduella zenkeri